# LM Волка
LM Волка (лат. LM Lupi), HD 143939 — двойная звезда в созвездии Волка на расстоянии приблизительно 468 световых лет (около 144 парсеков) от Солнца. Возраст звезды определён как около 79,4 млн лет.

## Характеристики
Первый компонент (CCDM J16047-3926A) — бело-голубая вращающаяся переменная звезда типа Альфы² Гончих Псов (ACV) спектрального класса ApSiCr, или B9IIIpSiCrEu, или B9p, или B8. Видимая звёздная величина звезды — от +6,94m до +6,9m. Масса — около 2,5 солнечных, радиус — около 1,809 солнечного, светимость — около 32,359 солнечных. Эффективная температура — около 10544 K.
Второй компонент (CD-39 10298B) — оранжевый карлик спектрального класса K3Ve. Видимая звёздная величина звезды — +12,2m. Светимость — около 0,525 солнечной. Эффективная температура — около 4677 K. Удалён на 8,6 угловых секунды.

## Планетная система
В 2019 году учёными, анализирующими данные проектов HIPPARCOS и Gaia, у звезды обнаружена планета.